# Cessna T303 Crusader
De Cessna T303 Crusader is een Amerikaans licht tweemotorig zakenvliegtuig. De zeszitter is ontworpen en gebouwd door Cessna Aircraft Company. De eerste vlucht was op 14 februari 1978. Er zijn tussen 1982 en 1986 totaal 297 exemplaren gebouwd.

## Ontwerp en historie
Oorspronkelijk was het toestel een geheel nieuw ontwerp van een tweemotorige vierzits-laagdekker met een intrekbaar landingsgestel, onder de naam Cessna 303 Clipper. Eind jaren 1970 verminderde de vraag echter voor dit type vliegtuig met vier zitplaatsen en het ontwerp van de 303 clipper werd gewijzigd in een zeszitter, terwijl de naam werd veranderd in Cessna T303 Crusader. Het geheel metalen toestel met twee Continental-zuigermotoren van 250 pk was uiteindelijk leverbaar vanaf 1982. Door verslechterende marktomstandigheden bleef het aantal gebouwde exemplaren steken bij 297. In 1986 werd de productie beëindigd.
Er vliegen in Europa, Australië en Colombia anno 2021 nog steeds T303 Crusader-toestellen rond als luchttaxi en privévliegtuig.

## Vergelijkbare vliegtuigen
- Beechcraft Baron
- Piper PA-34 Seneca